# Circuit Moulay El Hassan
Pour les articles homonymes, voir Moulay Hassan et El Hassan.
Le circuit international automobile Moulay El Hassan est un circuit automobile urbain temporaire empruntant les rues de la ville de Marrakech, au Maroc.

## Historique
Il accueille chaque année depuis 2009 sauf en 2011 la course du Maroc des voitures de tourisme. Comptant jusqu'en 2017 pour le championnat du monde des voitures de tourisme (WTCC), elle est depuis 2018 disputée dans le cadre de la coupe du monde des voitures de tourisme (WTCR) qui a succédé au WTCC.
Le circuit reçoit également l'ePrix de Marrakech du championnat de Formule E FIA depuis 2016 et le premier ePrix africain disputé le 12 novembre et remporté par Sébastien Buemi.
Il a aussi accueilli l'Auto GP de 2012 à 2014.
Pour la 11eme édition de l'Africa Race of Morocco en 2024, le tracé du circuit Moulay El Hassan est modifié afin de le rendre plus spectaculaire.

## Principaux événements

### WTCC
| 2017 | Course 1    | Esteban Guerrieri | Chevrolet      |             |             |
| 2017 | Course 2    | Tiago Monteiro    | Honda          |             |             |
| 2016 | Course 1    | Tom Coronel       | Chevrolet      |             |             |
| 2016 | Course 2    | José María López  | Citroën Racing |             |             |
| 2015 | Course 1    | José María López  | Citroën Racing |             |             |
| 2015 | Course 2    | Yvan Muller       | Citroën Racing |             |             |
| 2014 | Course 1    | José María López  | Citroën Racing |             |             |
| 2014 | Course 2    | Sébastien Loeb    | Citroën Racing |             |             |
| 2013 | Course 1    | Michel Nykjær     | Chevrolet      |             |             |
| 2013 | Course 2    | Pepe Oriola       | SEAT           |             |             |
| 2012 | Course 1    | Alain Menu        | Chevrolet      |             |             |
| 2012 | Course 2    | Yvan Muller       | Chevrolet      |             |             |
| 2011 | Non disputé | Non disputé       | Non disputé    | Non disputé | Non disputé |
| 2010 | Course 1    | Gabriele Tarquini | SEAT           |             |             |
| 2010 | Course 2    | Andy Priaulx      | BMW            |             |             |
| 2009 | Course 1    | Robert Huff       | Chevrolet      |             |             |
| 2009 | Course 2    | Nicola Larini     | Chevrolet      |             |             |

### Formule E
| Année | Vainqueur              | Écurie               | Résultats |
| ----- | ---------------------- | -------------------- | --------- |
| 2016  | Sébastien Buemi        | Renault e.Dams       | Résumé    |
| 2018  | Felix Rosenqvist       | Mahindra Racing      | Résumé    |
| 2019  | Jérôme d'Ambrosio      | Mahindra Racing      | Résumé    |
| 2020  | António Félix da Costa | DS Techeetah         | Résumé    |
| 2022  | Edoardo Mortara        | ROKIT Venturi Racing | Résumé    |

### Auto GP
| Année | Course   | Vainqueur           | Écurie                   |
| ----- | -------- | ------------------- | ------------------------ |
| 2014  | Course 1 | Kimiya Sato         | Euronova Racing          |
| 2014  | Course 2 | Markus Pommer       | Super Nova International |
| 2013  | Course 1 | Sergio Campana      | Ibiza Racing Team        |
| 2013  | Course 2 | Luciano Bacheta     | Zele Racing              |
| 2012  | Course 1 | Sergio Campana      | Team MLR71               |
| 2012  | Course 2 | Chris van der Drift | Manor MP Motorsport      |